# 1952 en Italie

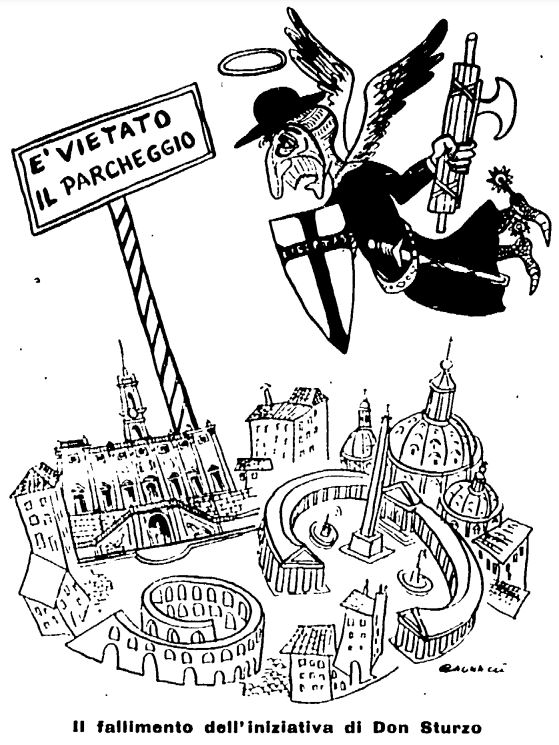
L'échec de l'opération Sturzo, l'Unità, 27 avril 1952.

Chronologie de l'Italie
- 1948
- 1949
- 1950
- 1951
- 1952
- 1953
- 1954
- 1955
- 1956

## Événements
- 3-6 janvier : premier congrès du Parti socialiste démocratique italien à Bologne[1].
- 10 février : la première cabine téléphonique publique italienne est installée à Milan, sur la Piazza San Babila par la société Stipel[2].

- 8 mars : une bombe tue des manifestants italien du MSI à Trieste qui s'apprêtent à attaquer le quartier général du Front slovène[3].
- 20 mars : incidents opposant à Trieste Italiens et Yougoslaves à l'occasion du quatrième anniversaire de la déclaration tripartite sur la question de Trieste ; la police militaire britannique intervient pour disperser les manifestants et une grève générale est proclamée pour le 22 mars. Les affrontements avec la police font 157 blessés, dont 51 policiers[4].

- 12 avril : la Rai diffuse une émission expérimentale de télévision à l'occasion de la Foire de Milan[5].
- 19-24 avril : « opération Sturzo ». Aux élections administratives prévues pour les 25 et 26 mai, la DC ne peut remporter les élections à Rome sans l’appui des fascistes. Luigi Gedda (it), président des comités civiques de l’Action catholique, recommande cette alliance, mais De Gasperi refuse[6],[7].

- 20 mai : le Saint-Office inscrit l'intégralité de l'œuvre d'Alberto Moravia dans l'Index des livres interdits[8].
- 25-26 mai : fort recul de la DC aux élections administratives[9] ; les partis du centre obtiennent 41,9 % des voix, la gauche 33,4 %, la droite 23,5 %. A Naples, les monarchistes gagnent. Achille Lauro deviens le nouveau maire de la ville[10].

- 20 juin : promulgation de la « loi Scelba » qui interdit la formation et la réorganisation de partis et mouvements néofascistes, réprime l'apologie du fascisme et la propagande raciste[11].

- 4-13 septembre : assemblée générale de l'Union astronomique internationale à Rome[12].
- 15 novembre : inauguration de la base américaine du camp Darby à Livourne[13].
- 21 - 26 novembre : congrès de la Démocratie chrétienne italienne à Rome. Alcide De Gasperi présente au parti le projet d’une loi électorale majoritaire[14].

## Culture
- 28-30 septembre : Festival Radiophonique de la Chanson Napolitaine[15].

### Cinéma
- Box-office Italie 1952
- 7e cérémonie des Rubans d'argent

#### Films italiens sortis en 1952
- 1er février 1952 : Le ragazze di piazza di Spagna (Les Fiancés de Rome), film italien réalisé par Luciano Emmer
- 7 février 1952 : La voce del sangue, film italien réalisé par Pino Mercanti
- 22 février 1952 : Abracadabra, film italien réalisé par Max Neufeld
- 10 avril 1952 : Due soldi di speranza de Renato Castellani
- 29 octobre 1952 : Tre storie proibite (Histoires interdites), film d'Augusto Genina
- 30 décembre 1952 : Gli eroi della domenica (Les Héros du dimanche), film de Mario Camerini
- 18 décembre 1952 : Chi è senza peccato... (Qui est sans péché ?) film italien réalisé par Raffaello Matarazzo

et aussi
- Il folle di Marechiaro, film italien réalisé par Roberto Roberti

#### Autres films sortis en Italie en 1952
- 28 mars : Don Camillo (Le Petit Monde de don Camillo), film franco-italien de Julien Duvivier
- 24 décembre : L'ora della verità (La Minute de vérité), film franco-italo-autrichien de Jean Delannoy.

#### Mostra de Venise
- Lion d'or : Jeux interdits de René Clément
- Coupe Volpi pour la meilleure interprétation masculine : Fredric March pour La Mort d'un commis voyageur (Death of a Salesman) de László Benedek
- Coupe Volpi pour la meilleure interprétation féminine : non décernée

### Littérature

#### Livres parus en 1952
- La domenica della povera gente, de Vasco Pratolini

#### Prix et récompenses
- Prix Strega : Alberto Moravia, I racconti (Bompiani)
- Prix Bagutta : Francesco Serantini (it), L'osteria del gatto parlante, (Garzanti
- Prix Viareggio : Tommaso Fiore, Un popolo di formiche

## Naissances en 1952
- 3 janvier : Gianfranco Fini, homme politique.
- 23 mai : Ugo Bardi, universitaire, professeur de chimie au département des sciences et de la terre de l'université de Florence.
- 13 juin : Angelo Moreschi, évêque et missionnaire catholique, vicaire apostolique de Gambela en Éthiopie. († 25 mars 2020)
- 17 juin : Sergio Marchionne, industriel et homme d'affaires. († 25 juillet 2018)
- 28 juin : Pietro Mennea, athlète, sprinteur, champion olympique et recordman du monde du 200 mètres. († 21 mars 2013)
- 2 août : Sebastiano Tusa, archéologue et homme politique.  († 10 mars 2019)
- 14 août : Pino D'Angiò, chanteur († 6 juillet 2024).
- 3 septembre : Franco Fava, athlète, spécialiste du demi-fond, du fond et du steeple.
- 4 septembre : Ilvo Diamanti, sociologue, polititologue et journaliste.
- 7 septembre : Bruno Vicino, coureur cycliste et directeur sportif.
- 12 septembre : Pierluigi Marzorati, joueur de basket-ball.
- 27 octobre : Roberto Benigni, acteur et réalisateur.
- 5 décembre : Silvana Nappi, femme politique.

## Décès en 1952
- 13 mars : Giovanni Battista Nasalli Rocca di Corneliano, 79 ans, cardinal, archevêque de Bologne (° 27 août 1872).
- 15 avril : Bruno Barilli, 71 ans, écrivain, journaliste, compositeur et critique musical. (° 14 décembre 1880)
- 5 mai : Alberto Savinio, 60 ans, écrivain, peintre et compositeur, journaliste, dramaturge, et traducteur, frère cadet de Giorgio De Chirico. (° 25 août 1891)
- 6 mai : Maria Montessori, 81 ans, médecin et pédagogue, créatrice des « Maisons des Enfants » (° 31 août 1870).
- 11 mai : 
  - Alessio Ascalesi, 79 ans, cardinal, créé par le pape Benoît XV. (° 22 octobre 1872).
  - Giovanni Tebaldini, 87 ans, compositeur, musicologue, pédagogue, organiste et chef d'orchestre. (° 7 septembre 1864)
- 14 mai : Cesare Goretti, 66 ans, juriste et philosophe du droit.  (° 26 avril 1886)
- 4 septembre : Carlo Sforza, comte de Castel San Giovanni, 80 ans, diplomate, homme politique, descendant de la célèbre famille Sforza, l'une des grandes figures morales de l'opposition au régime fasciste italien. (° 24 janvier 1872)
- 20 septembre : Alfredo Dallolio, 99 ans, général et homme politique, ministre des armes et munitions pendant la Première Guerre mondiale. (° 21 juin 1853)
- 20 novembre : Benedetto Croce, 86 ans, philosophe, historien, écrivain et homme politique, fondateur du Parti libéral italien. (° 25 février 1866)
- 4 décembre : Giuseppe Antonio Borgese, 69 ans, écrivain, journaliste politique, poète, romancier, nouvelliste, dramaturge, critique littéraire et universitaire. (° 12 novembre 1882)